# Lalla Abla bint Tahar
Princesa Lalla Abla bint Tahar (5 de setembro de 1909 - 1 de março de 1992) foi a segunda esposa de Maomé V de Marrocos.
Ela era filha de Mulei Maomé Atar ibne Haçane. Seu pai era um filho de Sultão Hassan I de Marrocos, e o motorista de Thami El Glaoui, Paxá de Marraquexe. 
Ela se casou com seu primo Sultan Maomé V de Marrocos em 1929. Sua irmã mais velha Princesa Lalla Hania bint Tahar casado Sultão Maomé ibne Arafa de Marrocos.
Ela teve cinco filhos:
- Haçane II (9 de Julho 1929-23 Julho de 1999).
- Lalla Aixa (17 de junho 1930-4 de setembro de 2011).
- Lalla Malica (nascido em março 1933 14).
- Mulei Abedalá (30 de julho de 1935 - 20 de dezembro de 1983).
- Lalla Nuza (29 de outubro de 1940 - 02 de setembro de 1977).[4]